# Радостово (Щиценський повіт)
Радостово (пол. Radostowo, нім. Radostowen, 1938-45: Rehbruch) — село в Польщі, у гміні Розоги Щиценського повіту Вармінсько-Мазурського воєводства.
Населення — 108 осіб (2011).
У 1975-1998 роках село належало до Остроленцького воєводства.

## Демографія
Демографічна структура станом на 31 березня 2011 року:
|          | Загалом | Допрацездатний вік | Працездатний вік | Постпрацездатний вік |
| -------- | ------- | ------------------ | ---------------- | -------------------- |
| Чоловіки | 62      | 25                 | 35               | 2                    |
| Жінки    | 46      | 18                 | 24               | 4                    |
| Разом    | 108     | 43                 | 59               | 6                    |